# コスモノート・ユーリイ・ガガーリン
コスモノート・ユーリイ・ガガーリン（ロシア語: Космонавт Юрий Гагарин、英語: Kosmonavt Yuriy Gagarin）はソビエト連邦（ソ連）の衛星追跡船。ソ連での公称船種は調査船で、計画名は1552計画。船名は、世界で初めて有人宇宙飛行に成功した宇宙飛行士ユーリイ・ガガーリンに因む。

## 建造
宇宙ロケットの打ち上げや人工衛星、宇宙船の管制、制御、通信のためには、これらの軌道に合わせて複数の通信設備が必要である。 しかし、海外領土が無く比較的高緯度にあるソ連は、ソ連上空以外での追跡や通信に著しい制限を受けた。こうした通信設備を搭載した船舶として、「コスモノート・ウラジーミル・コマロフ」が配備されたが、これは既存の貨物船からの改装だったため、専用の設計で建造され北極海での衛星追跡を行う船（後の「アカデミーク・セルゲイ・コロリョフ」）と、大西洋での衛星追跡を行い必要に応じて地上の管制機能を引き継ぐことができる、より大形の衛星追跡船が求められた。
1969年、1552計画は承認され、2月10日のソ連閣僚評議会令112－41により、ユーリイ・ガガーリンの船名が与えられた。主任設計者D. G.ソコロフにより設計された「コスモノート・ユーリイ・ガガーリン」は、レニングラード（現・サンクトペテルブルク）のバルチック造船所で建造され、1971年12月に完成した。

## 設計
船体は、22隻が建造されたソフィア級タンカーの設計を流用しており、極めて大柄で船首にはバルバス・バウが備えられている。船体は、水密壁を有する8つの区画に区切られていた。世界各地の様々な海域での航海と洋上での追跡や航海を想定して、船体には緩衝材が設置され、カテゴリー7の暴風雨の中でも快適な作業ができるようになっていた。また、漂泊中や係留中の移動を容易にするために、サイドスラスターを船首に2基、船尾に1基装備した。
主機はターボ・エレクトリック方式で、完成当時は同方式を用いた世界最大の船舶だった。19,000馬力の蒸気タービンで発電機を駆動した。連続航行距離は最大速力で24,000マイルで、これを可能にするためにボイラー燃料9,000トン、ディーゼル燃料1,850トン、潤滑油115トン、ボイラー水80トン、飲料水2,100トンを積載した。これらは、130日分の燃料と60日分の清水に相当する。さらに、1日当たり40トンの精製能力を有する海水淡水化プラントが2基搭載された。
船内には、140人の乗組員と215人の宇宙科学技術者が乗り込み、86の研究室があった。最大130日の長期航行のため、船内には充実した医療設備や複数の食堂のほか、レクレーション設備としてビリヤードやチェスのための専用室、グランドピアノがあるラウンジ、バスケットコートを兼ねた体育館、3面の屋内プール、300人収容可能の劇場があった。
外観の最大の特徴は、衛星追跡・通信用に搭載された「クワッド・リング」「シップ・ボウル」の大小2組計4基の大形パラボラアンテナである。さらに、「シップ・シェル」「Vチューブ」の大型HFアンテナが搭載されたが、これらはパラボラアンテナの妨げにならないように、船尾の煙突周辺に配置された。「コスモノート・ユーリイ・ガガーリン」は、これらの大形アンテナを含む75基のアンテナを搭載した。船橋にはこれらに加えて、航海用のレーダーである「ドン・ケイ」と「オケアン」が各1基搭載された。

## 運用

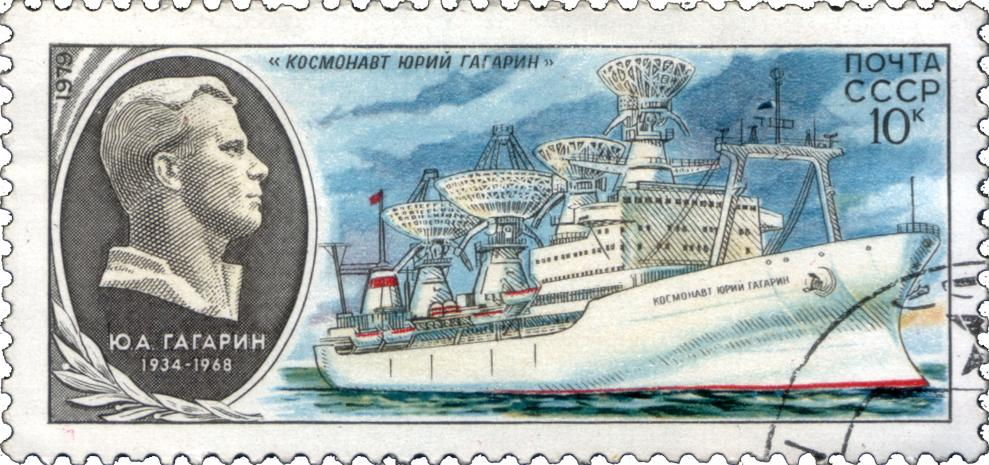
「コスモノート・ユーリイ・ガガーリン」を描いた40コペイカ切手（1979年）

「コスモノート・ユーリイ・ガガーリン」は、1971年から1991年までの20年間で大西洋を中心に20回の遠洋航海を行い、人工衛星や探査機、有人宇宙船の通信中継や飛行制御、観測活動を行った。主なものとして、ルナ20号のサンプルリターンの制御（1972年2月）や、ベネラ8号着陸船の情報伝達（1972年3月）、アポロ・ソユーズテスト計画の通信中継（1975年）、サリュート7号とソユーズT-5のドッキング支援（1982年）が挙げられる。「コスモノート・ユーリイ・ガガーリン」をはじめ、「アカデミーク・セルゲイ・コロリョフ」、「コスモノート・ウラジミール・コマロフ」といったソ連の衛星追跡船は、ソ連科学アカデミー（現・ロシア科学アカデミー）の海洋探査研究局宇宙研究サービスに属し、実際の運航は黒海船舶公社が行った。
1991年のソビエト連邦の崩壊後、「コスモノート・ユーリイ・ガガーリン」と「コスモノート・ウラジミール・コマロフ」はオデッサを定係港としていたため、ロシア連邦とウクライナの間で帰属問題が生じた。2隻はバルト海船舶公社への移管が試みられたが、結局ウクライナ船籍となり、ウクライナ国防省に引き継がれた。しかしウクライナは衛星追跡船を必要とせず、「コスモノート・ユーリイ・ガガーリン」はオデッサ近くのユズニー港に係留されたまま放置された。1996年、「コスモノート・ユーリイ・ガガーリン」はスクラップとして売却され、オーストリアのサウスメルクール社に1トン当たり170米ドルの価格で売却された。 1996年6月24日、「コスモノート・ユーリイ・ガガーリン」は最後の航海に出港し、8月1日午後5時15分にインドのグジャラート州アランに到着、同地で解体された。